# 한국반도체
한국반도체주식회사(韓國半導體株式會社)는 1974년 1월 설립되어 손목시계용 IC칩과 트랜지스터칩 등을 개발, 대량생산한 기업이었다. 1974년 12월 이건희 당시 동양방송 이사가 내국인 몫 지분의 50%를 인수했고, 1977년 12월 30일 ICII 몫의 잔여 지분 50%를 추가로 인수했다. 1978년 3월 2일 삼성반도체로 상호가 변경되었다.

## 역사

### 창립 이전
1965년 고미반도체의 설립 이후, 그 성공을 계기로 하여 시그네틱스 (1966년), 페어차일드와 모토롤라 (1967년), 도시바 (1969년), KMI (1970년) 등 미국 기업들이 한국에 직영 혹은 합자 형태의 조립공장을 세웠다. 그리고 뒤이어 1972년 페어차일드와 시그네틱스가 한국에서 IC 조립을 하기 시작했다. 이는 미국 내의 인건비 상승으로 인해, 노동 집약형 공정을 아시아의 저임금 시장으로 옮기는 전략에 따른 것이었다.
1960년대 말에 이르러서는 국내 기업이 반도체 조립회사를 설립했다. 1968년 아남산업, 1969년 금성사와 한국전자는 외국의 반도체 조립기술을 배워와, 국내 최초의 반도체 기술자들을 양성하는 일을 시작했다. 아남전자는 당시 반도체 패키징으로 30억달러를 벌어들이는 등, 대한민국이 패키징 산업은 한때 세계 반도체 시장의 40%를 점유하기도 하였나?.

### 창립
1974년 1월 한국반도체가 한국 최초의 반도체 웨이퍼 가공 대량생산 업체로서 부천시 도당동에 설립되었다. 미국에 거주하던 강기동 박사가 대한민국도 반도체를 생산하겠다는 목표 하에 설립한 회사였다. 당시로서는 최첨단인 3인치 웨이퍼 가공설비를 갖추고 있었다. 하지만 설립한 지 2개월 만에 자금난으로 문을 닫을 처지가 되었다.
당시 삼성이 중앙정보국과 함께 강기동 박사의 한국반도체를 인수하기 위해, 부정한 계략을 하였고, 결국 한국반도체는 삼성에게 인수 당했다.. 라는 유명한 루머가 있다. 또한 강기동 박사는 잠시 삼성반도체의 일원이 되었으나, 금새 모함을 당하여 쫓겨났고, 현재는 미국에서 고장난 라디오를 수리하면서 생활하고 계신다.